# Het Feestteam
Het Feestteam is een Nederlands zangduo gespecialiseerd in feestmuziek. Het Feestteam valt in het genre après-ski- en carnavalsmuziek. Het betreft met name Nederlandstalige covers, die worden voorzien van een stevige beat.
Het Feestteam heeft opgetreden op het Museumplein tijdens Koninginnedag, in Stadion Feijenoord, de ArenA en Ahoy Rotterdam. Meerdere keren is Het Feestteam uitgeroepen tot de 'beste feestact' van Nederland.
Het team bestaat uit Stan van den Dobbelsteen uit Druten en Frank de Bruijn uit Wijchen. Op 1 januari 2012 nam De Bruijn de plaats in van Peter Barendregt.
Met een 'polonaise'-versie van "Ik neem je mee" van zanger Gers Pardoel hadden ze in 2012 een nummer 1-hit in de RadioNL Top 30 die vijf weken op nummer 1 bleef staan. De single bereikte ook een top 10-notering in de Mega Top 40; de single vertoefde drie weken op nummer 7.
Voor het EK werd dezelfde single voorzien van een nieuwe tekst: "hij gaat weer mee". Met deze single stond het Feestteam in de finale van de Radio 538 EK-singleverkiezing en werd tweede.
In 2002 bracht het team onder de naam Altijd Lazerus! hun eerste single met de titel Het Feestteam uit. Dit nummer was gebaseerd op de titelmuziek van de jarentachtigserie The A-Team.

## Discografie

### Albums
| Album met eventuele hitnotering(en) in de Nederlandse Album Top 100 | Datum van verschijnen | Datum van binnenkomst | Hoogste positie | Aantal weken | Opmerkingen |
| ------------------------------------------------------------------- | --------------------- | --------------------- | --------------- | ------------ | ----------- |
| Staan of zitten                                                     | 2004                  | 31-01-2004            | 54              | 5            |             |
| Feest en Flauwekult                                                 | 2012                  | 18-02-2012            | 78              | 1            |             |

### Singles
| Single met eventuele hitnotering(en) in de Nederlandse Top 40 | Datum van verschijnen | Datum van binnenkomst | Hoogste positie | Aantal weken | Opmerkingen                                                        |
| ------------------------------------------------------------- | --------------------- | --------------------- | --------------- | ------------ | ------------------------------------------------------------------ |
| Christmix                                                     | 2003                  | -                     |                 |              | Nr. 54 in de Single Top 100                                        |
| Kon ik maar even bij je zijn                                  | 2004                  | -                     |                 |              | Nr. 36 in de Single Top 100                                        |
| Doe het nog een keer!                                         | 2005                  | -                     |                 |              | met Henkie / Nr. 55 in de Single Top 100                           |
| De vrolijke koster                                            | 2006                  | -                     |                 |              | met Johnny Romein / Nr. 51 in de Single Top 100                    |
| En nou die hendjes in de lucht...                             | 2007                  | -                     |                 |              | Nr. 66 in de Single Top 100                                        |
| De olifant                                                    | 2008                  | -                     |                 |              | Nr. 47 in de Single Top 100                                        |
| Een reisje langs de Rijn                                      | 2009                  | -                     |                 |              | Nr. 47 in de Single Top 100                                        |
| Dromen zijn bedrog                                            | 2010                  | -                     |                 |              | Nr. 82 in de Single Top 100                                        |
| Ik neem je mee                                                | 2011                  | -                     |                 |              | Nr. 25 in de Single Top 100                                        |
| Hoeba hop (marsupil)                                          | 2013                  | -                     |                 |              | met Dennie Christian / Nr. 64 in de Single Top 100                 |
| Zolang we nog in leven zijn                                   | 2014                  | -                     |                 |              | met DJ Willem de Wijs & Feest-DJ Bas / Nr. 75 in de Single Top 100 |
| Als ge dot bent                                               | 2014                  | -                     |                 |              | Nr. 85 in de Single Top 100                                        |
| Stuiterbal                                                    | 2014                  | -                     |                 |              | met Bij Igmar / Nr. 21 in de Single Top 100                        |
| Shirt Uit En Zwaaien                                          | 2016                  | -                     |                 |              | met DJ Maurice                                                     |